# Спасите Грейс
«Спасите Грейс» (англ. Saving Grace) — художественный фильм, комедия 2000 года (премьера состоялась 4 августа). Режиссёр — Найджел Коул. В ролях — Бренда Блетин (Грейс), Крейг Фергюсон (Мэтью), Мартин Клунз. Съёмки проводились в Лондоне, а также в деревнях Боскассл и Порт-Айзак в графстве Корнуолл. Распространяется компанией 20th Century Fox.

## Сюжет
В фильме показан маленький приморский посёлок на юге Великобритании, оплот классических британских традиций, в число которых с недавнего времени вошло курение марихуаны. Молодёжь курит в своём кругу, скрываясь от старших; старшее поколение знает об этом и тоже иногда покуривает, но избегает разговоров на эту тему. Со стороны всё выглядит так, как будто никакой марихуаны в посёлке нет и никто не знает, что это такое.
Главная героиня фильма, образцовая пожилая домохозяйка Грейс (Бренда Блетин), всецело поглощена работой в своей теплице и не замечает тайной жизни, которая происходит вокруг неё. При этом её садовник Мэтью (Крейг Фергюсон) курит едва ли не каждый день и даже пытается выращивать коноплю, но не в теплице, а в саду у викария. Об этом его «тайном» предприятии тоже знает весь посёлок, включая викария и констебля, но все делают вид, что ничего не происходит.
Похоронив своего мужа, Грейс внезапно выясняет, что он оставил ей в наследство 300 000 фунтов долга, взятого под залог собственного дома. Если не погасить этот долг в ближайшее время, дом будет продан с аукциона. Вскоре после этого она узнаёт о коноплеводческих опытах своего садовника и решает размножить коноплю черенкованием, дорастить её на гидропонике и продать наркодилерам, чтобы выкупить закладную за свой дом. Грейс понимает, насколько это опасно, но другого выхода у неё нет.